# Arman

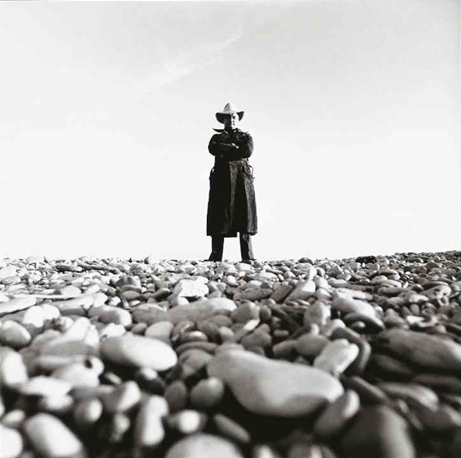
Arman.

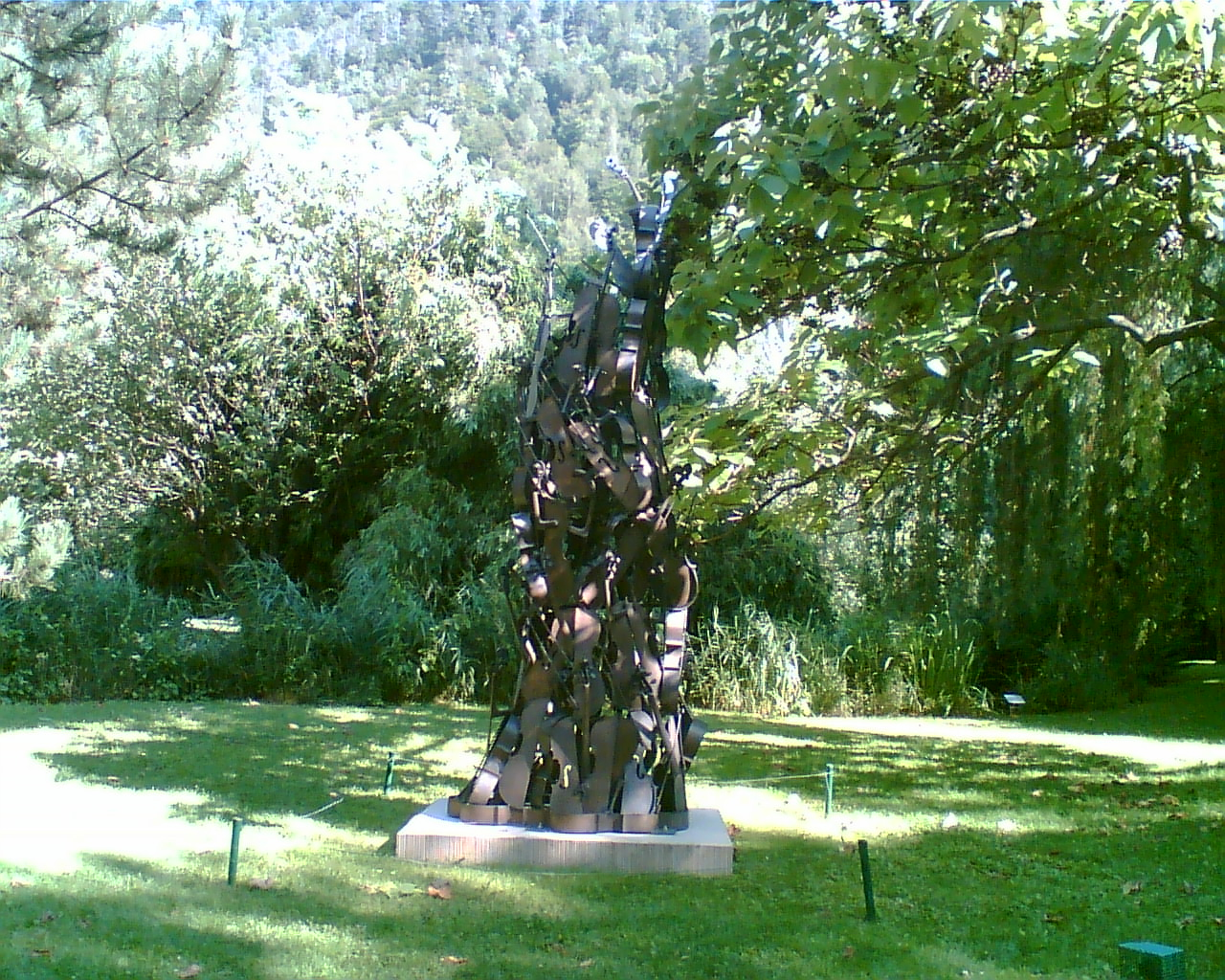
Violoncelles, en el parque de esculturas de la Fundación Pierre Gianadda, en Martigny, Suiza.

Armand Pierre Fernández, más conocido como Arman (Niza, 17 de noviembre de 1928-Nueva York, 22 de octubre de 2005), fue un pintor y escultor francés, nacionalizado estadounidense.

## Biografía
Su padre, Antonio Fernández fue anticuario y pintor amateur, así como violonchelista, afincado en Niza. En 1946 comienza sus estudios artísticos en la École Nationale des Arts Décoratifs de Niza. Al mismo tiempo, se apunta a clases de judo donde conoce a Yves Klein y Claude Pascal. En 1949 se traslada a París para estudiar Arqueológica y Arte Oriental en la École du Louvre. Fue miembro del grupo Nuevo Realismo, entre los que se encontraban Yves Klein, François Dufrêne, Raymond Hains, Martial Raysse, Daniel Spoerri, Jean Tinguely, Jacques Villeglé y el crítico y filósofo Pierre Restany; y a los que se unieron después César, Mimmo Rotella o Christo. En 1951 fue instructor de judo en Madrid, en el gimnasio Bushido Kai.
La gran aportación de Arman, fueron las llamadas Acumulaciones. Estas obras consistían en agrupar cosas del mismo tipo, desubicadas de su lugar natural y presentadas en conjunto. Siempre realiza acumulaciones de objetos pero no a la manera dadá, es decir, no se predispone al azar, sino que dentro de sus obras, realiza composiciones, un reflejo de la sociedad consumista de usar y tirar: Lustre ampoules(1958), La vida llena de dientes (1960), Le massacre des innocents I (1960), Accumulazione di brocche (1960).
También realizó una exposición en la galería Iris Clert  (galería que crean los nuevos realistas, para poder exponer sus obras sin que fueran rechazadas); Le Plein (Lo lleno, 1960), en la que realizaba el proceso inverso a la exposición de Yves Klein en su exposición de Le Vide (El vacío, 1958), llenó toda la sala al completo de objetos, hasta el punto de que no se podía entrar en ella.
Otras de sus obras son los Encapsulamientos, en los que encierra objetos acumulados en recipientes, siempre transparentes, para que se pueda ver el contenido: Jim Dine's Poubelle (1961).
Otro tipo de obras son las encaminadas al terreno musical, en ellas el autor recoge fragmentos de instrumentos y los recompone en una composición. La Waterloo de Chopin (1961), NBC Rage (1961).
A partir de 1961, Arman desarrolló su carrera en Nueva York, donde vivía y trabajaba alternando con su vida en Niza hasta 1967, y luego hasta su muerte en Vence. En Nueva York, durante los primeros años se alojó en el Hotel Chelsea hasta 1970, después en un loft en el SoHo y en 1985 en un edificio de apartamentos en TriBeCa, un barrio en el sur de Manhattan, donde murió en 2005. Aunque murió en Nueva York, parte de sus cenizas fueron enterradas en 2008 en el cementerio del Père-Lachaise de París.